# Ravjaa
Ravjaa ist eine ausgestorbene Gattung der Säugetiere, die während der Oberkreide vor rund 100 bis 84 Millionen Jahren im heutigen Ostasien lebte. Sie gehört zur Familie der Zhelestidae, welche basale Vertreter der der Höheren Säugetiere repräsentieren und möglicherweise eine stärker auf Pflanzen orientierte Ernährungsweise verfolgten. Die Gattung ist lediglich über ein Unterkieferfragment aus der südöstlichen Mongolei belegt, demzufolge sie zu den kleinsten Vertretern ihrer Verwandtschaftsgruppe zählt. Besonderheiten finden sich im Bau des Unterkiefers selbst wie etwa in dem eingedellten Verlauf der Zahnfachreihe und vor allem in einzelnen Zahnmerkmalen. Die wissenschaftliche Erstbeschreibung von Ravjaa erfolgte im Jahr 2025. Es ist eine Art anerkannt.

## Merkmale
Ravjaa ist lediglich über ein rechtes Unterkieferfragment mit der Zahnreihe vom letzten Prämolar bis zum letzten Molar bekannt. Gemäß der Größe des Objekts repräsentiert die Gattung einen der kleinsten Vertreter der Zhelestidae. Der horizontale Knochenkörper variierte über seine Länge kaum in der Höhe. Auffallend ist jedoch der etwas eingedellte Verlauf der Alveolarebene, was Ravjaa von den anderen Angehörigen der Zhelestidae unterscheidet. Dementsprechend wölbte die Unterkante nach unten aus. Ebenfalls einzigartig sind der nur schwach ausgebildete Knochenkamm am vorderen Rand des Kronenfortsatzes, der auf Höhe des zweiten Molaren ansetzte, und das Fehlen eines Foramen mandibulae auf der Außenseite des horizontalen Knochenkörpers. Dagegen saß das Foramen mentale unterhalb des letzten Prämolaren. Der Ansatz des Kronenfortsatzes lehnte sich um 110 bis 115° zurück. Die Mulde für die Kaumuskulatur, die Fossa masseterica, war schwach ausgebildet.

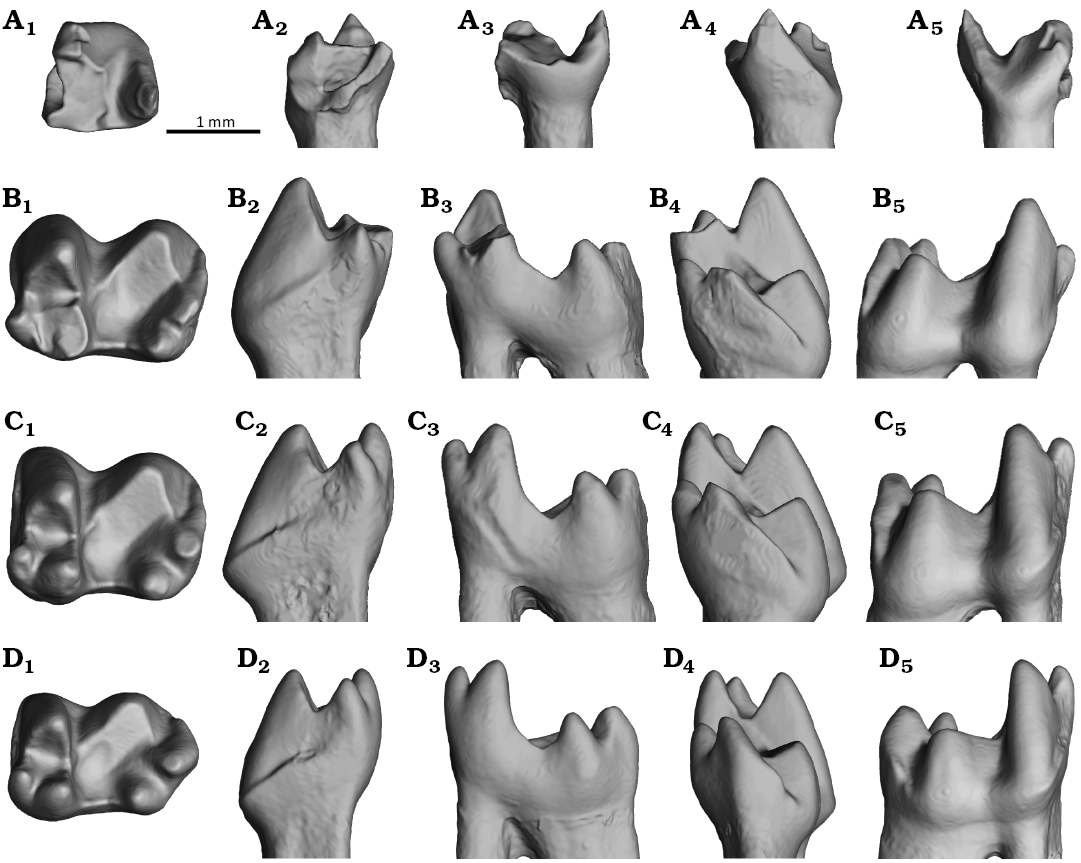
Zähne von Ravjaa

Die Mahlzähne von Ravjaa wiesen eine typische tribosphenische Kaufläche auf, das heißt, es bestand ein sogenanntes erhöhtes Trigonid mit drei Haupthöckern und ein etwas niedriger gelegenes Talonid mit einzelnen Nebenhöckern. Abweichend von Borisodon und Eozhelestes ragte das Trigonid aber nicht so deutlich über das Talonid. Die drei Haupthöcker waren wie bei vielen Formen der Zhelestidae gerundet in ihrer Gestalt. Von ihnen hatten das Metaconid und Protoconid etwa die gleiche Höhe, während das Paraconid niedriger war. Alle drei Molaren besaßen etwa die gleiche Größe, ihre Länge variierte um 2,1 mm. Die hoch aufragenden Höcker bedingten, dass der zweite Molar etwa 70 % der Höhe des horizontalen Knochenkörpers erreichte. Ein ausgeprägtes Cingulid, also ein niedriger Zahnschmelzwulst am Zahnrand, wie es bei Zhalmouzia vorkam, fehlte bei Ravjaa.

## Fossilfunde
Der bisher einzige bekannte Fund von Ravjaa stammt aus Ostasien und wurde bei Bayan Shiree rund 25 km südwestlich von Dzüünbayan in der mongolischen Provinz Dorno-Gobi-Aimag im Südosten des Landes entdeckt. Dort entstammt er der Bayanshiree-Formation, welche weit über die südliche und westlichen Gobi verbreitet ist. In Bayan Shiree sind etwa 35 m aufgeschlossen. Die vorkommenden Sedimente umfassen weitgehend sich abwechselnde Mudde- und Sandsteine. Letztere sind fluviatilen Ursprungs und zeigen jeweils eine ins Hangende gehende feinere Sortierung. Vor allem in den mittleren Abschnitten des Aufschlusses lassen sich Kreuzschichtungen und Rippelstrukturen erkennen. Die Ablagerungen hier gehen auf einen einst mäandrierenden Fluss zurück. Die auffälligen Strukturen fehlen in den basalen Bereichen. Vermutlich entstanden diese durch ein stark verzweigtes Flusssystem, was als braided river bezeichnet wird. Biostratigraphische Untersuchungen des Fossilinhalts verweisen die Entstehung der Formation in die Oberkreide. Unterstützt wird dies durch absolute Altersmessungen, die mit verschiedenen Methoden vorgenommen wurden und Werte von 95,9 bis 89,6 Millionen Jahren ergaben. Dies entspricht zeitlich dem Abschnitt vom Cenomanium bis zum Santonium.
Im Rahmen einer gemeinsamen Expedition der Mongolischen Akademie der Wissenschaften und der Universität Okayama im Jahr 2019 nach Bayan Shiree wurde innerhalb der Bayanshiree-Formation eine sehr fossilreiche Schicht entdeckt. Hierbei handelt es sich um eine rund 1 m mächtige Sandsteinschicht aus dem mittleren Abschnitt des Aufschlusses. Sie enthielt zahlreiche Reste von Kleinwirbeltieren, darunter Fische, Froschlurche, Eidechsen, Schildkröten, Krokodile, Nichtvogeldinosaurier und Säugetiere. Ravjaa ist erst die dritte Säugetierform aus der Gesteinseinheit. Dies anderen beiden umfassen Tsagandelta, einen Vertreter der Beutelsäuger, und Bayshinoryctes, einen Angehörigen der Höheren Säugetiere.

## Paläobiologie
Ähnlich zu anderen Vertretern der Zhelestidae zeichnet sich Ravjaa durch etwas buckelige Höcker auf den Molaren, ein niedriges Protaconid und ein moderat gepresstes Trigonid aus. Dies wird als eine stärkere Anpassung an eine pflanzenbasierte Ernährung angesehen, wodurch sich die Gruppe von anderen kreidezeitlichen Säugetieren mit ihrer häufig insektenfressenden Lebensstrategie unterscheidet. Möglicherweise hängt dies mit der damaligen stärkeren Ausbreitung von Bedecktsamern zusammen. Die Zhelestidae standen damit in Konkurrenz zu den ebenfalls pflanzenfressenden Multituberculata. Diese sind in der Bayanshiree-Formation jedoch nicht nachgewiesen. Die Gesteinseinheit entstand unter dem Einfluss eines größeren Fließgewässers in der einst kontinental geprägten Region. Dies entspricht auch den Bedingungen an anderen Fundlokalitäten mit einem Aufkommen der Zhelestidae. Die Multituberculata wiederum treten an Fundstellen auf, die auf trocken-äolische Verhältnisse mit Dünenbildung zurückgehen, wie etwa die Djadochta-Formation von Ukhaa Tolgod.

## Systematik
Ravjaa ist eine Gattung aus der ausgestorbenen Familie der Zhelestidae. Diese gelten als urtümliche, insektenfresserartige Gruppe der Höheren Säugetiere, die von der Oberkreide bis in das Paläozän bestanden und hauptsächlich über Zahnfunde bekannt sind. Anhand der Zahnmorphologie bescheinigt man ihnen eine eher pflanzenfressende Lebensweise. Hauptsächliche Nachweispunkte liegen aus Nordamerika, Europa und Zentralasien vor. Die genauen Verwandtschaftsverhältnisse sind nicht eindeutig geklärt. Verschiedentlich werden die Zhelestidae übergeordnet den Leptictida, den Mixotheridia (denen in einigen Auffassungen auch die Spitzhörnchen angehören), den Insektenfressern oder den Huftieren zugewiesen. Neuere phylogenetische Studien sehen die Zhelestidae eher als frühe Mitglieder der Höheren Säugetiere, die möglicherweise deren Stammgruppe angehören. Innerhalb der Familie nimmt Ravjaa eine sehr basale Stellung ein und bildet die Schwesterform der Zhelestinae. Zudem gehört die Gattung zu den ältesten Nachweisen der Zhelestidae insgesamt und zum ersten im nördlichen Ostasien.
Die wissenschaftliche Erstbeschreibung von Ravjaa erfolgte im Jahr 2025 durch ein Forscherteam um Tsukasa Okoshi. Ihr ging eine gemeinschaftliche Expedition der Mongolischen Akademie der Wissenschaften und der Universität Okayama im Jahr 2019 in das Gebiet von Bayan Shiree in der südöstlichen Mongolei voraus, bei der innerhalb der Bayanshiree-Formation eine fossilreiche Schicht mit zahlreichen Kleinwirbeltieren entdeckt wurde. Darunter befand sich auch den Unterkiefer von Ravjaa, der nun den Holotyp bildet (Exemplarnummer MPC-M 100s/001). Der Gattungsname leitet sich von Dulduityn Rawdschaa (auch Davzanrawdschaa) ab, einen mongolischen Schriftsteller des 19. Jahrhunderts, der zudem als 5. Nojon Chutagt der Gobi in der NyingmaSchule des tibetischen Buddhismus eingesetzt war und von den Bewohnern der Dornogobi verehrt wird. Als Art benannten Okoshi und Kollegen R. ishiii. Das Artepitheton verweist auf Kenichi Ishii, dem Direktor des Hayashibara-Museums an der Universität Okayama und Organisator der Gemeinschaftsexpedition auf japanischer Seite.